# Kodjoani-Kankalsi
Ne doit pas être confondu avec Kodjoani-Léoura.
Kodjoani-Kankalsi est une commune rurale située dans le département de Bogandé de la province de la Gnagna dans la région de l'Est au Burkina Faso.

## Santé et éducation
Le centre de soins le plus proche de Kodjoani-Kankalsi est le centre médical et chirurgical de Bogandé.